# Christophe Dupouey
Christophe Dupouey (ur. 8 września 1968 w Tarbes – zm. 4 lutego 2009 tamże) – francuski kolarz górski, przełajowy i szosowy, mistrz świata i trzykrotny medalista mistrzostw Europy oraz zdobywca Pucharu Świata w kolarstwie górskim.

## Kariera
Pierwszy sukces w karierze Christophe Dupouey osiągnął w 1989 roku, kiedy zdobył srebrny medal w kolarstwie przełajowym podczas wojskowych mistrzostw świata w belgijskim Leke. Na rozgrywanych sześć lat później mistrzostwach Europy w kolarstwie górskim w Szpindlerowym Młynie zdobył brązowy medal w cross-country. W zawodach tych  wyprzedzili go jedynie jego rodak Jean-Christophe Savignoni oraz Włoch Luca Bramati. Podczas mistrzostw Europy w Bassano del Grappa zdobył w tej samej konkurencji złoty medal, wyprzedzając Włocha Huberta Pallhubera i kolejnego Francuza, Cyrille'a Bonnanda. W tym samym roku brał także udział w igrzyskach olimpijskich w Atlancie, gdzie zajął czwarte miejsce, przegrywając walkę o podium ze swoim rodakiem, Miguelem Martinezem. Ostatni medal wywalczył na mistrzostwach świata MTB w Mont-Sainte-Anne w 1998 roku, gdzie zwyciężył w cross-country, wyprzedzając rodaka Jérôme’a Chiottiego i Belga Filipa Meirhaeghe. Wystartował także na igrzyskach olimpijskich w Sydney, ale nie ukończył rywalizacji. Jedenastokrotnie stawał na podium zawodów Pucharu Świata w kolarstwie górskim, przy czym pięciokrotnie zwyciężał. Najlepsze wyniki osiągnął w sezonie 1996, który ukończył na pierwszej pozycji w klasyfikacji końcowej. Był ponadto drugi w sezonie 1997 oraz trzeci w sezonie 2000. Startował także w wyścigach szosowych, ale bez większych sukcesów.
Po zakończeniu kariery w 2006 roku udowodniono mu uczestnictwo w aferze dopingowej tzw. "belgijskiego kociołka" (substancja składająca się z amfetaminy, efedryny, kokainy i innych stymulantów). Doupuey na sportowej emeryturze prowadził warsztat i sklep rowerowy, jednak równocześnie zmagał się z depresją. 4 lutego 2009 popełnił samobójstwo.